# Salt Rock, West Virginia
Salt Rock är en ort i Cabell County, West Virginia, USA.